# Hypatima perinetella
Hypatima perinetella is een vlinder uit de familie tastermotten (Gelechiidae). De wetenschappelijke naam van deze soort is voor het eerst geldig gepubliceerd in 1956 door Viette.
De soort komt voor in tropisch Afrika.